# Telnice (district de Brno-Campagne)
Pour les articles homonymes, voir Telnice.
Telnice (en allemand : Telnitz) est une commune du district de Brno-Campagne, dans la région de Moravie-du-Sud, en République tchèque. Sa population s'élevait à 1 618 habitants en 2020.

## Géographie
Telnice se trouve à 3 km à l'ouest de Újezd u Brna, à 14 km au sud-est de Brno et à 198 km au sud-est de Prague.
La commune est limitée par Sokolnice au nord-ouest et au nord, par Újezd u Brna à l'est, par Žatčany au sud-est, et par Měnín au sud-ouest.

## Histoire
La première mention écrite de la localité date de 1244. Ce village joua un rôle décisif lors de la bataille d'Austerlitz.